# Roodkopbospatrijs
De roodkopbospatrijs (Haematortyx sanguiniceps) is een vogel uit de familie fazantachtigen (Phasianidae). De wetenschappelijke naam van de soort is voor het eerst geldig gepubliceerd in 1879 door Sharpe.

## Voorkomen
De soort komt voor in de bergen op Borneo.

## Beschermingsstatus
De totale populatie wordt geschat op 670-6.700 volwassen vogels. Op de Rode Lijst van de IUCN heeft de soort de status niet bedreigd.

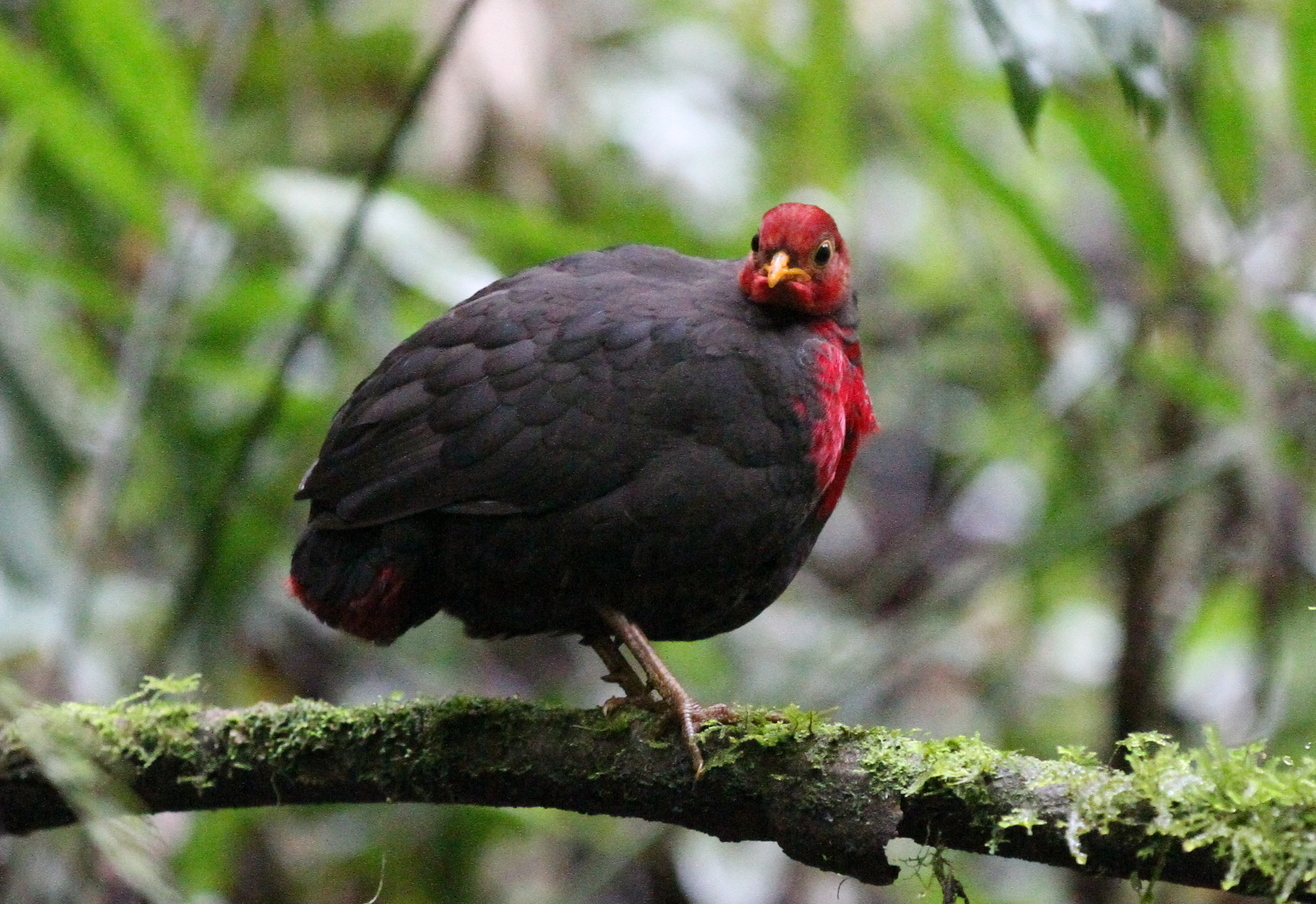